# Domats
Domats é uma comuna francesa na região administrativa de Borgonha-Franco-Condado, no departamento de Yonne. Estende-se por uma área de 24,59 km². Em 2010 a comuna tinha 829 habitantes (densidade: 33,7 hab./km²).